# Etnefjorden
Etnefjorden es un fiordo ubicado en el límite entre las provincias de Hordaland y Rogaland en Noruega.  La mayor parte del fiordo está en el municipio de Etne, pero una pequeña parte está en el municipio de Vindafjord (Rogaland). Tiene un largo de 8,5 km y fluye desde Etnesjøen hacia el oeste a los fiordos de Skånevikfjorden y Hardangerfjorden. El principal afluente es el río Etneelva. La ruta europea E134 pasa por la parte interior del Etnefjorden.